# Station Cornellà
Station Cornellà is een treinstation aan de noordkant van het centrum van de Spaanse stad Cornellà de Llobregat, in het zuiden van de agglomeratie van Barcelona. Het complex is aangesloten op de Rodalies en Renfe-spoorwegnetwerken, de metro van Barcelona (door middel van het station Cornellà Centre) en het tramnet van Trambaix
Het station ligt aan het Plaça de l'Estació in het centrum van Cornellà de Llobregat en wordt aangedaan door de lijnen R1 en R4 van de Rodalies-treinen van Renfe.
Het stationsgebouw is een geclasseerd monument. In het gebouw zit een cafetaria, dat ook als kaartverkoop dienstdoet, en staan er meerdere kaartverkoopautomaten.

## Lijnen van de Rodalies vanaf dit station
| Eindbestemming                                | Vorig station   | Lijn | Volgend station           | Eindbestemming          |
| --------------------------------------------- | --------------- | ---- | ------------------------- | ----------------------- |
| Molins de Rei                                 | Sant Joan Despí |      | L'Hospitalet de Llobregat | Mataró Maçanet-Massanes |
| Sant Vicenç de Calders Vilafranca del Penedès | Sant Joan Despí |      | L'Hospitalet de Llobregat | Terrassa Manresa        |